# 末吉咲子
末吉 咲子（すえよし さきこ）は、日本のアイドル、舞台女優。熊本県出身。

## 人物
- 熊本の大地で乗馬を学び、韓国に留学経験もある行動派。

- ソウル 漢陽大学演劇映画科 13期生

- 男装アイドル・風男塾の元メンバーでもある。メンバーカラーは赤（紅）色。

- 風男塾加入前は、舞台を中心に活動していた。

- 韓国語能力試験 中級の資格を持っている[3]。

## 来歴
2015年
- 11月15日、DIRECT LINE PROJECT「DEAD 1 SCHOOL～死者1は群れをナシマス～」で舞台デビュー。

2017年
- 3月10日、「紅竜 真咲(くりゅう まさき)」として風男塾に加入。
- 3月17日、浦正・虎次郎卒業公演「Make A Next Story...」にてライブデビュー。
- 11月15日、新たなる幕開けのための幕開けによる狂詩曲〜キミがいればオレたちも笑顔∞(無限大)〜でCDデビュー

2022年
- 2月17日、Veats Shibuyaで開催された「紅竜真咲卒業公演『新たなる幕開けのための幕開けによる狂詩曲〜キミがいればオレの可能性は∞〜』」を持って風男塾を卒業した。
- 2月28日、自身のTwitterでケイダッシュステージを退社したことを報告した。
- 3月1日、自身のTwitterで株式会社チタノタ企画のエンターテイメント部門の立ち上げに携わり、今後は演者のみならず運営・裏方としても活動していくことを報告した。
- 7月10日、自身がプロデュースを務める2.5次元アイドル「少年秘密倶楽部」のメンバー:透（TORU）役を担当することを報告した。

## 出演

### イベント
2018年
- 11月4日「末吉咲子ファンミーティング(仮)」会場:LOFT9

2019年
- 11月20日「未確認噂話　首都神話トークライブ〜第百三十九夜〜」会場:LOFT/PLUS ONE

2020年
- 1月4日「🌸さきこみゅにてぃー🌸〜新年明けましておめでとうございます〜」会場:東京カルチャーカルチャー

#### 2022年
- 6月11日 「START」会場:高円寺HIGH

#### 2023年
- 3月18日「きこうぃず総会②」会場:TKK新橋ビル

### テレビCM
- フォートナイト

### 舞台
2015年
- DIRECT LINE PROJECT「DEAD 1 SCHOOL～死者1は群れをナシマス～」（11月19日 - 23日、ウッディシアター中目黒）Bキャスト

2016年
- LIVEDOGプロデュース「透明少女」（4月9日 - 17日、新宿村LIVE）teamＲＵＢＹ公演 岩清水杏役
- 朝倉薫のガールズハイパーミュージカル2016 「タイラー!」（5月24日 - 29日、新宿 シアターブラッツ）テラ組
- LIVEDOGプロデュース「オレンジノート」（6月22日 - 26日、新宿村LIVE）
- アマゾネス～return of the amazons～（7月19日 - 24日、上野ストアハウス）毛長猫のクローイ役
- 怪傑パンダース第9回本公演『ファントム・チューニング ～調霊探偵・四十万八十二の事件簿～』（8月24日 - 28日、新宿村LIVE）
- Otona Project 第五弾 演劇ユニット【爆走おとな小学生】第三回全校集会『初等教育ロイヤル』（11月23日 - 27日、新宿村LIVE）

#### 2022年
- ［Soft Boiled Theater-7］クリエイティブユニット【ソフトボイルド】『戦国送球～バトルボールズ～第二次真田合戦』(4月6日 - 10日 シアター1010) 中井杏里役
- 演劇ユニット【メイホリック】『メイドランカー詰り蹴落とし跪け乙女』（11月23日 - 27日）王子ジニア役

#### 2023年
- 舞台版少年秘密倶楽部『少年秘密倶楽部-零-』（4月27日〜4月30日　BOX in BOX THEATER）ショービ役
- Otona Project 第四十六弾 演劇ユニット【爆走おとな小学生】第十九回全校集会『宇宙家族ヤマダさん 〜Super saiyAの逆襲〜』（2023年5月31日 - 6月4日、こくみん共済 coop ホール／スペース・ゼロ）- 主演 ヤマダ長男 役[4][5]

#### 2024年
- ［Soft Boiled Theater-14］クリエイティブユニット【ソフトボイルド】『夜明』(2月29日 - 3月3日、BIG TREE THEATER) -日替わりゲスト 河上彦斎役(2月29日、3月3日)
- 舞台版少年秘密倶楽部『少年秘密倶楽部-零-』再演（4月17日〜4月21日　萬劇場）ショービ役

### MV
- THE BRITISH BEATS『set you free』(2016年７月１日発売)